# Enterrada

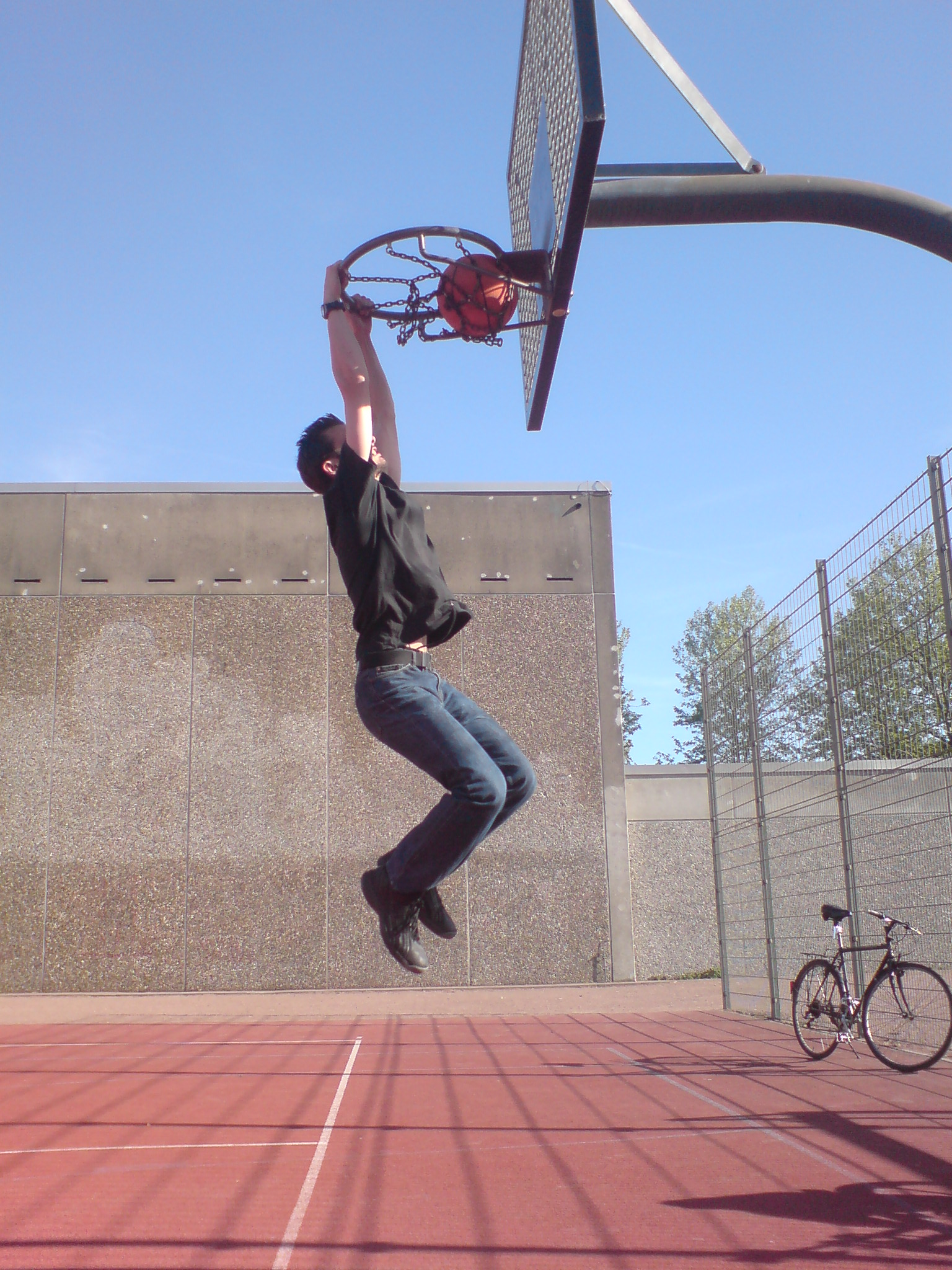
Exemplo de afundanço

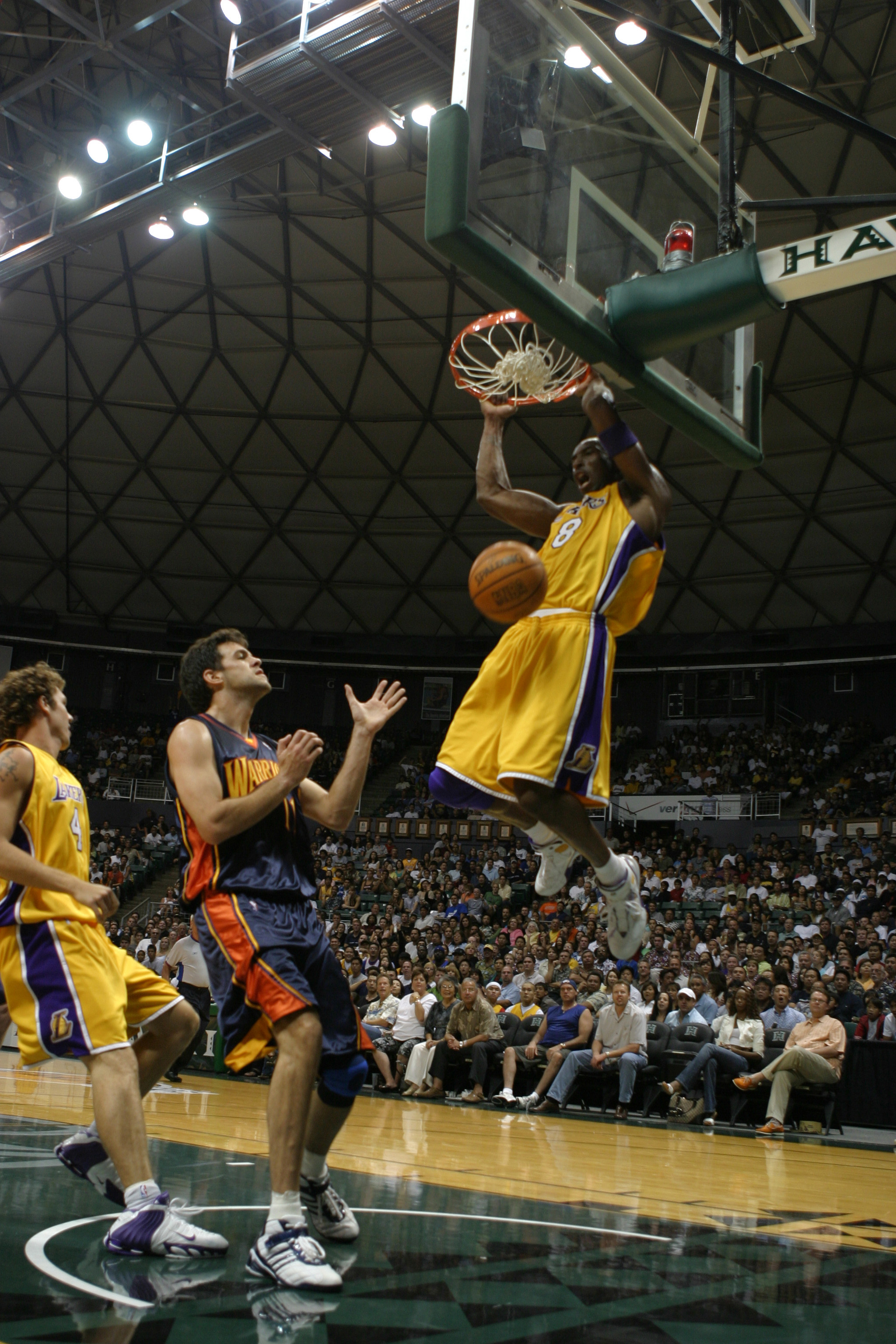
Kobe Bryant

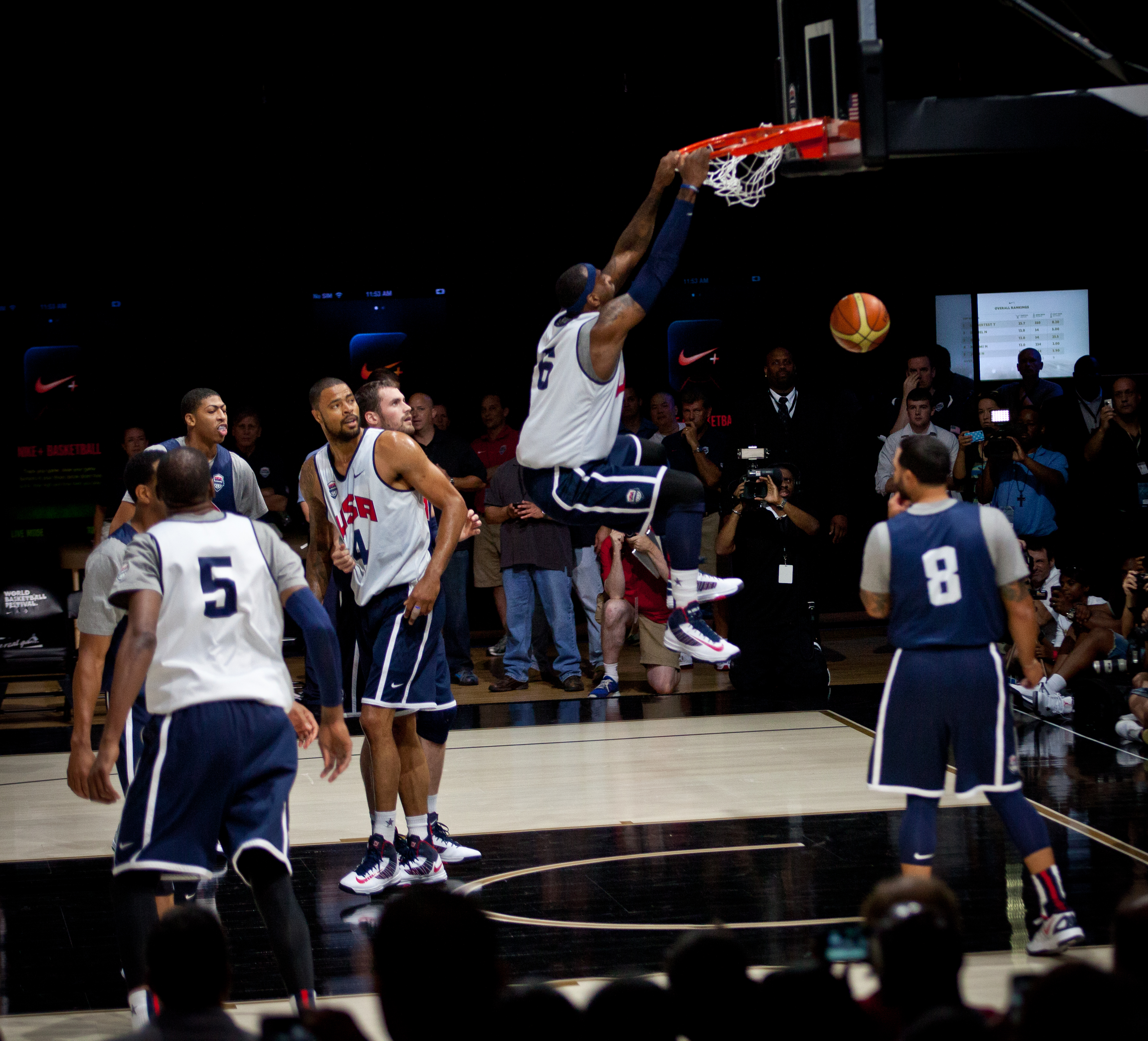
LeBron James 2012

Enterrada (português brasileiro) ou afundanço (português europeu) é o termo usado em basquetebol para identificar um arremesso no qual o jogador salta, atira a bola se pendurando no aro da cesta de cima para baixo com a mão que realiza o arremesso posicionada sobre ele.